# Антоній (Смирницький)
Антоній Смирницький (в миру Авраамій Гаврилович Смирницький, 29 жовтня 1773, Повстин, Пирятинський повіт, Полтавська губернія, Російська імперія — 20 грудня 1846, Вороніж, Російська імперія) — єпископ Російської Православної Церкви, архієпископ Воронізької і Борисоглібської єпархій.
Святий, шанований Воронізькою єпархією. Пам'ять — 20 грудня (2 січня).
Був рукопокладений на єпископа Воронізького й Черкаського 31 січня 1826 року. З 1829 року був єпископом Воронізьким й Задонським. З 1832 року — архієпископ Воронізький і Задонський. Був відомий подвижницьким життям.
2003 року вписаний до переліку святих місцевої єпартії.